# Linton (Indiana)
Linton é uma cidade localizada no estado americano de Indiana, no Condado de Greene.

## Demografia
Segundo o censo americano de 2000, a sua população era de 5774 habitantes.
Em 2006, foi estimada uma população de 5786, um aumento de 12 (0.2%).

## Geografia
De acordo com o United States Census Bureau tem uma área de
7,7 km², dos quais 7,7 km² cobertos por terra e 0,0 km² cobertos por água. Linton localiza-se a aproximadamente 152 m acima do nível do mar.

## Localidades na vizinhança
O diagrama seguinte representa as localidades num raio de 16 km ao redor de Linton.